# 孙宾硕
孙宾硕（2世纪—195年），名嵩，字宾硕，以字行，青州北海国安丘（治今山东省安丘市）人，东汉末年官员。

## 生平
趙岐的侄子趙息得罪宦官唐衡兄弟，遭灭族之祸，赵岐逃至北海贩胡饼。孙宾硕家贫。当时二十馀岁，见赵岐气度不凡。问他：“有饼吗，卖吗？”赵岐回答：“卖。”孙宾硕：“买几钱？卖几钱？”赵岐回答：“买三十，卖也三十。”孙宾硕：“看处士之望，不像卖饼者，应该另有缘故！”赵岐以为他是唐氏耳目，非常害怕。孙宾硕以诚相待，赵岐告以实情。孙宾硕载回家藏赵岐到复壁中。唐衡死后，赵岐官为郡守、刺史、太仆，孙宾硕官至青州刺史、豫州刺史。
初平末年，孙宾硕以东方饥荒，客居荆州。兴平年间，赵岐以太仆持节使安慰天下，到荆州再和孙宾硕相遇，相对流涕。赵岐为刘表说出两个人的往事，刘表更加礼遇孙宾硕。不久，孙宾硕病亡，赵岐時在南方，为他发丧。孙宾硕墓在安丘城南四十里。

## 軼事
- 曹操在兖州陈留郡襄邑县意欲起兵时，孙宾硕曾嘲笑曹操。[2]
- 邴原在少年時曾拜師孫賓碩，但被孫賓碩推辭。[3]